# إيبرهارد فيشر
إيبرهارد فيشر (بالألمانية: Eberhard Fischer)‏ هو مؤرخ الفن ألماني، ولد في 15 أكتوبر 1941 في برلين في ألمانيا.